# سوفیا عاصفه
سوفیا عاصفه (به زبان امهری: ሶፍአ አሠፋ) زادهٔ ۱۴ نوامبر ۱۹۸۷ در آدیس آبابا، یک دوندهٔ دو استقامت اهل اتیوپی است که به ویژه در رشتهٔ دو ۳۰۰۰ متر بامانع مسابقه می‌دهد. او در مسابقات قهرمانی جهان در سال ۲۰۰۹، سیزدهم و در فینال ورزشکاران جهان در ۲۰۰۹، چهارم شد. او در المپیک ۲۰۰۸ نیز شرکت کرد که به خط پایان نرسید.
بهترین رکوردهای ثبت شده برای او ۹:۰۹٫۸۴ دقیقه در دوی ۳۰۰۰ متر است که در المپیک لندن سال ۲۰۱۲ به آن دستیافت. همچنین در دو ۵۰۰۰ متر رکورد ۱۵:۵۹٫۷۴ دقیقه در سال ۲۰۰۷ بهترین زمان ثبت شده برای او بوده است.